# Friedrich Wilhelm Ruppert
Friedrich Wilhelm Ruppert, né le 2 février 1905 à Frankenthal et mort le 29 mai 1946 à Landsberg am Lech, est un officier SS allemand ayant travaillé dans les camps de concentration nazis pendant la Seconde Guerre mondiale.
Il est, avec d'autres, responsable des exécutions des agents britanniques du SOE, Noor Inayat Khan, Madeleine Damerment, Eliane Plewman et Yolande Beekman,.

## Carrière

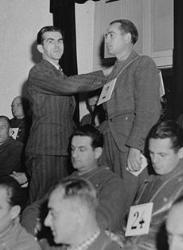
Michael Pellis, un ancien détenu du camp de Dachau, identifie l'ancien SS-Obersturmführer Friedrich Wilhelm Ruppert comme l'homme responsable de la sélection des déportés destinés à être envoyés dans le crématoire, lors du procès de Dachau.

En 1933, il rejoint le NSDAP (membre n° 414 280) et la SS (membre n° 7 282). À partir du 11 avril 1933, Ruppert devient gardien dans le camp de concentration de Dachau tout en travaillant comme électricien de camp. Le 18 septembre 1942, il est transféré à Majdanek, où il est le directeur technique de l'administration du camp. Il fut témoin de l'Aktion Erntefest, au cours duquel 43 000 Juifs furent massacrés.
En mai 1944, Ruppert est gérant d'entrepôt dans le camp de concentration de Varsovie jusqu'à son évacuation. Il retourne ensuite à Dachau le 6 août 1944, servant sous le commandement du camp Eduard Weiter. Ruppert est responsable du fonctionnement du camp jusqu'au 23 avril 1945, date à laquelle il est remplacé par Max Schobert (de).
Ruppert accompagne la marche de la mort des prisonniers en avril 1945. Ils passeront à Pasing, Wolfratshausen, et Bad Tölz jusqu'à Tegernsee, qu'ils atteignent le 30 avril. Peu de temps après, il est arrêté par les troupes américaines.
Ruppert est jugé pour crimes de guerre par les forces d'occupation américaines lors du procès de Dachau. À l'issue du procès, il est condamné à mort et exécuté par pendaison à la prison de Landsberg le 29 mai 1946.